# Johannes XI. (Papst)
Johannes XI. († 935 in Rom) war römischer Papst von 931 bis 935. Er regierte zur Zeit der sogenannten Pornokratie.

## Leben
Er wurde von seiner Mutter Marozia, die damals de facto Machthaberin über Rom war, im März 931 zum Papst erhoben und war von ihr abhängig. Zum Zeitpunkt seiner Wahl war Johannes XI. knapp zwanzig Jahre alt und damit einer der jüngsten Päpste der Kirchengeschichte. Nach dem kaisertreuen Geschichtsschreiber Liutprand von Cremona war er der Sohn von Papst Sergius III.
Noch im ersten Jahr seiner Amtszeit verlieh Johannes XI. dem Abt Odo von Cluny weitreichende Privilegien und stellte das Kloster von Cluny unter päpstlichen Schutz.
Johannes XI. wurde 932 zusammen mit seiner Mutter von deren Sohn – und somit seinem mutmaßlichen Halbbruder – Alberich II. gefangen genommen und starb nach der Gefangenschaft, wahrscheinlich unter Hausarrest stehend, 935 im Lateran.
Papst Johannes XI. hat vermutlich sein Grabmal in San Giovanni in Laterano gefunden (nach Pavinio). Nach Louis Duchesne befand sich sein Grab vor den Toren der Laterankirche. Eine genauere Lage ist nicht überliefert. Sein Grabmal ist heute verloren.